# Pete Murray

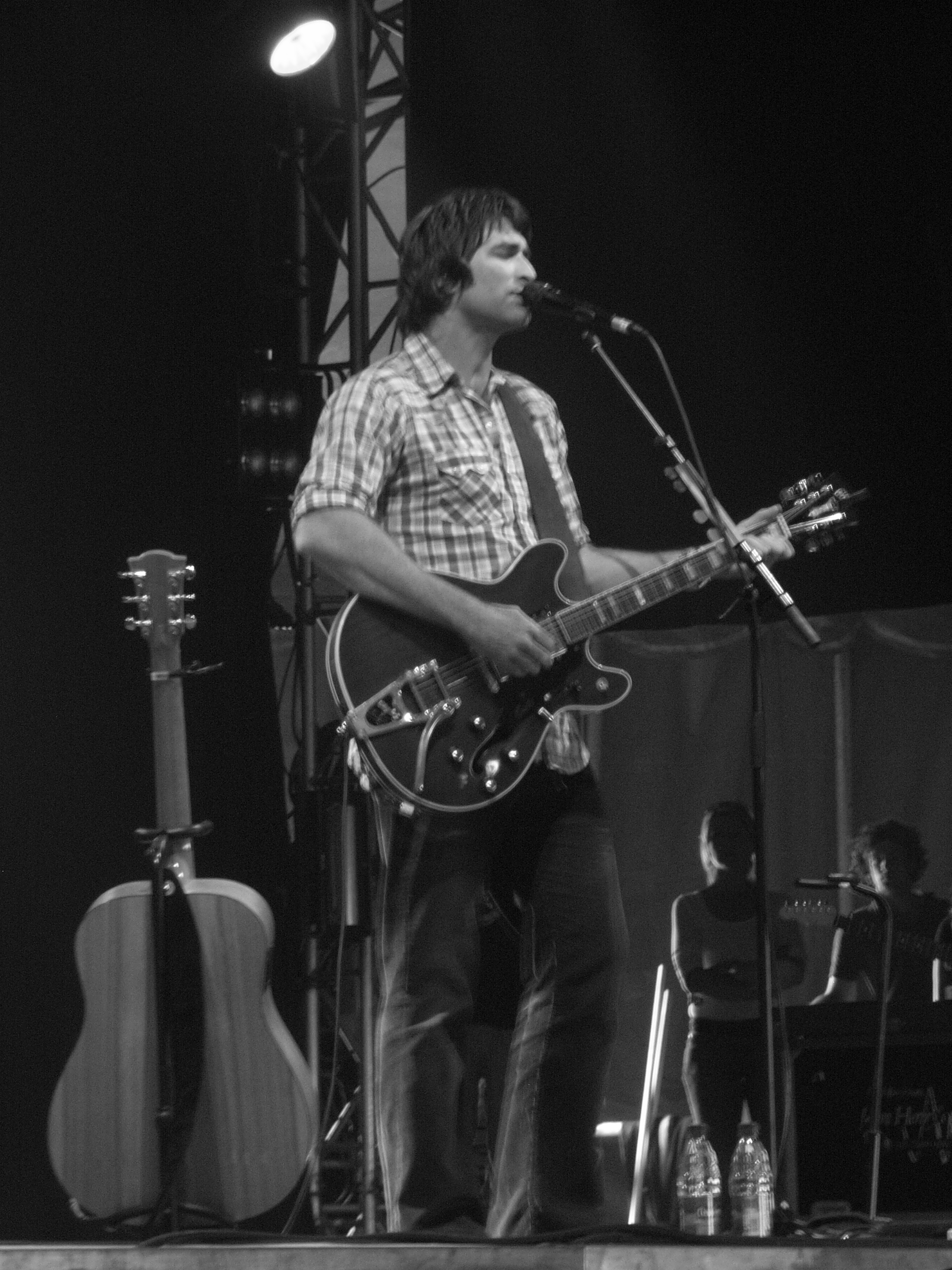
Pete Murray op Pinkpop 2008

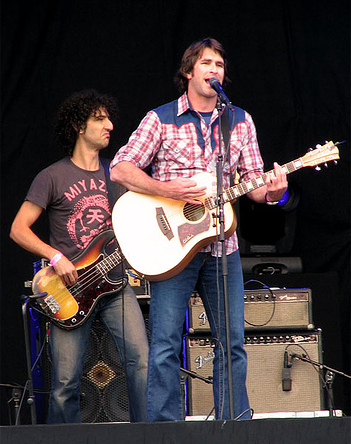
Pete Murray op Pinkpop 2006

Pete Murray (Brisbane, 14 oktober 1969) is een Australisch singer-songwriter.

## Doorbraak
Via een onafhankelijk label brengt Murray in 2002 het album "The Game" uit. Een jaar later, als hij inmiddels een contract heeft bij Sony BMG, volgt zijn echte debuutalbum "Feeler". Dat album haalt zes keer platina.
In zijn vaderland Australië brak Murray in 2004 door met de single So Beautiful van het album "Feeler" (2003) dat als hoogste notering de 9e plaats bereikte in de hitlijsten aldaar. De daaropvolgende singles waren minder succesvol. Bail Me Out bereikte de 56e plaats en Please de 33e. Zijn album "Feeler" was succesvoller en behaalde de eerste plaats in de hitlijst.
In 2005 bracht Murray zijn tweede album uit. "See The Sun" werd minstens zo'n groot succes. Het behaalde net als "Feeler" de eerste plaats in verschillende albumlijsten. De singles Better Days en Opportunity konden daarentegen het succes van So Beautiful niet overtreffen. Ze behaalden respectievelijk de 13e en 29e plaats in de hitlijsten.
In 2004 kwam het album "Feeler" ook in Nederland uit. Pas in 2006 kwam zijn eerste single uit: So Beautiful.
In 2007 deed Murray een nieuwe aanval op de hitparades met Opportunity.
Op 20 mei 2008 komt het album "Summer At Eureka" uit. Op 1 juni 2008 stond hij op het 39e Pinkpop te Landgraaf.

## Discografie

### Albums
| Album met eventuele hitnotering(en) in de Nederlandse Album Top 100 | Datum van verschijnen | Datum van binnenkomst | Hoogste positie | Aantal weken | Opmerkingen |
| ------------------------------------------------------------------- | --------------------- | --------------------- | --------------- | ------------ | ----------- |
| The Game                                                            | 2002                  |                       |                 |              |             |
| Feeler                                                              | 2004                  | 10-06-2006            | 53              | 6            |             |
| See The Sun                                                         | 2005                  | 03-03-2007            | 87              | 3            |             |
| Summer at Eureka                                                    | 20-05-2008            | 31-05-2008            | 17              | 10           |             |
| Blue Sky Blue                                                       | 02-09-2011            |                       |                 |              |             |

### Singles
| Single met eventuele hitnotering(en) in de Nederlandse Top 40 | Datum van verschijnen | Datum van binnenkomst | Hoogste positie | Aantal weken | Opmerkingen |
| ------------------------------------------------------------- | --------------------- | --------------------- | --------------- | ------------ | ----------- |
| So Beautiful                                                  | 05-06-2006            | -                     |                 |              |             |
| Opportunity                                                   | 2007                  | -                     |                 |              |             |
| Better Days                                                   | 2007                  | -                     |                 |              |             |
| You pick me up                                                | 2008                  | 07-06-2008            | tip11           | -            |             |